# انگه‌لان
انگلان (به لاتین: Angelan) یک منطقهٔ مسکونی در جمهوری آذربایجان است که در شهرستان خیزی واقع شده‌است.